# Svetiilijski văzvisjenija
Svetiilijski văzvisjenija (bulgariska: Светиилийски възвишения) är kullar i Bulgarien.   De ligger i regionen Jambol, i den centrala delen av landet, 240 km öster om huvudstaden Sofia.